# Peter Krüsmann
Peter Krüsmann (* 1947 in Bochum) ist ein ehemaliger deutscher Basketballspieler und -trainer. Er trainierte unter anderem Hagen, Köln, Dortmund und Ulm in der Basketball-Bundesliga.

## Laufbahn
Krüsmann begann in Bochum mit dem Basketballsport. Er spielte von 1971 bis 1976 für den SSV Hagen in der Bundesliga, 1974 gewann er mit der Mannschaft den deutschen Meistertitel und 1975 den DBB-Pokal. Außerdem nahm er 1971 mit der deutschen Nationalmannschaft am Goldpokal der Stadt Bremerhaven teil. Nach seinem Soziologie- und Sportstudium arbeitete Krüsmann als Lehrer.
Er wirkte als Trainer im Nachwuchsbereich des SSV Hagen, führte die B-Jugend des Vereins 1976 und 1977 zum Gewinn der deutschen Jugendmeisterschaft. In der Saison 1977/78 wurde er Trainer der Hagener Bundesligamannschaft und blieb bis 1980 auf diesem Posten. Hernach legte er eine Pause ein. 1982/83 war er Cheftrainer von Bundesligist BSC Saturn Köln, den er 1983 zum DBB-Pokalsieg und in der Bundesliga zur deutschen Vizemeisterschaft führte. Während seiner Zeit als Trainer in Köln war er weiterhin als Lehrer in Hagen beschäftigt.
Ab der Saison 1984/85 übernahm Krüsmann erneut das Traineramt in Hagen und hatte dieses bis 1988 inne. Danach war er beim SVD 49 Dortmund als Trainer tätig und führte den Verein 1992 zum Bundesliga-Aufstieg. Seine dritte Amtszeit in Hagen begann 1993 (mittlerweile unter dem Namen Brandt Hagen). In der Saison 1993/94 führte Krüsmann die Mannschaft zum Gewinn des DBB-Pokals sowie in die Endspielserie um die deutsche Meisterschaft (dort verlor man gegen Leverkusen). Dieses Abschneiden wurde als Sensation eingestuft, da Krüsmann aufgrund bescheidener wirtschaftlicher Möglichkeiten bei Brandt Hagen vornehmlich auf einheimische Spieler setzte. Er wurde später zum Trainer des Jahres 1994 gekürt. Ende September 1996 trennte sich Hagen im Anschluss an eine 45:91-Niederlage gegen Alba Berlin von Krüsmann.
Von 1997 bis 1999 war er Trainer des SSV Ulm in der Bundesliga und führte die Mannschaft 1998 ins Finale um die deutsche Meisterschaft. Anschließend übernahm er den Cheftrainerposten beim niederländischen Erstligisten Landstede Zwolle. 2001 erlitt Krüsmann einen Herzinfarkt, seine Trainerkarriere im Profibereich war damit vorbei.
Später amtierte er noch als Vizepräsident von Brandt Hagen und trainierte in Hagen im Jugendbereich.
Zudem war Krüsmann Referent und Prüfer in der Trainerausbildung und betreute Schulmannschaften des Hagener Theodor-Heuss-Gymnasiums im Bundeswettbewerb „Jugend trainiert für Olympia“. Er war Mitgründer des 2002 an der Hagener Schule eingerichteten Sporteilzeitinternats und leitete dieses zeitweise. Krüsmann war ebenfalls am Gymnasium Hohenlimburg tätig. Als Lehrer ging er 2009 in den Ruhestand. Von Krüsmann stammt der Ausspruch: „Wenn du ein guter Trainer werden willst, musst du mindestens dreimal gefeuert werden.“